# Pampaskanastero
Pampaskanastero (Asthenes hudsoni) är en fågel i familjen ugnsfåglar inom ordningen tättingar.

## Utbredning och systematik
Fågeln förekommer i sydligaste Brasilien, Uruguay och östra Argentina (i söder till Río Negro). Den behandlas som monotypisk, det vill säga att den inte delas in i några underarter.

## Status
IUCN kategoriserar arten som nära hotad.